# Lamastu

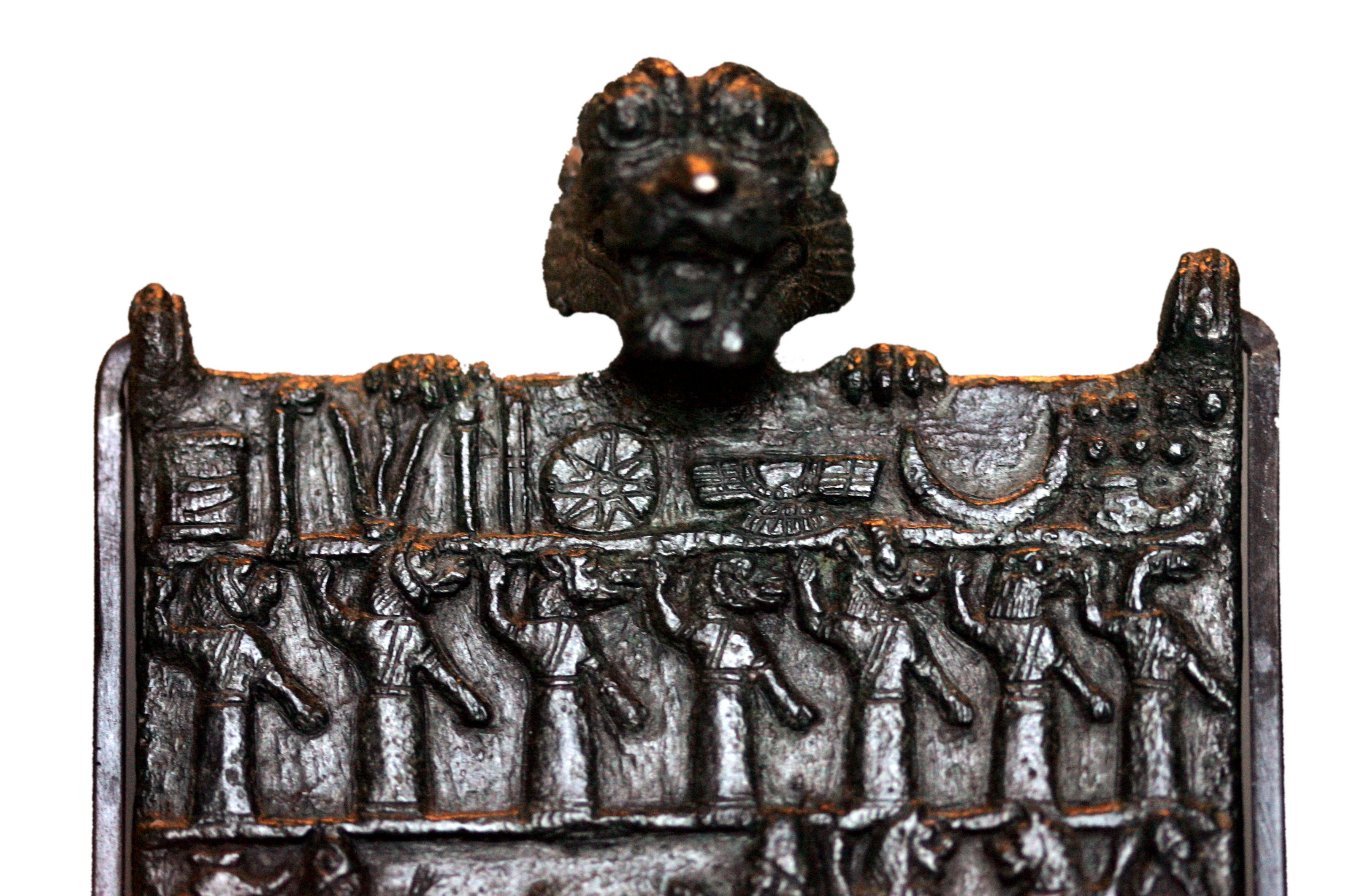
Lamastu elleni védőtábla

Lamastu (akkád: DLa-maš-tu(m), sumer: Dimme 𒀭𒊐𒈨, azaz dDIM8.ME) a mezopotámiai mitológia démonnője, Anu égisten leánya.
Az alvilágból feljőve betegségekkel árasztotta el az embereket és elragadta a gyermekeket. Főképpen a gyermekbetegségek démona, fenyegette a szülő nőket és szoptatós anyákat. A csecsemők csontjait rágta, vérüket szívta.
Oroszlánfejű, madárlábú, szőrös testű, szamárfülű nőként ábrázolták, legtöbbször éppen disznót és kutyát szoptat szamáron állva vagy térdelve. Motívumai között gyakran szerepel még a fésű és az orsó. Hasonló Lílítuhoz (Līlīṯu), a Gilgames-eposz újasszír változatában feltűnő ki-sikil-lil-la-ke egyaránt lehet Lílítu vagy Lamastu is. Mindenesetre Lílítu örökölte a Lamastu-mítoszok nagy részét.
A Lamastuval szembeni védekezést szolgálták a feliratos és reliefekkel díszített védőtáblák, valamint a Lamastu-ráolvasások.

## Fordítás
- Ez a szócikk részben vagy egészben  a   Lamashtu című angol Wikipédia-szócikk fordításán alapul.  Az eredeti cikk szerkesztőit annak laptörténete sorolja fel. Ez a jelzés csupán a megfogalmazás eredetét és a szerzői jogokat jelzi, nem szolgál a cikkben szereplő információk forrásmegjelöléseként.